# برینا
برینا (به لاتین: Bryne) (تلفظ نروژی: [ˈbʁy:nə]  ( گوش دهید)) یک شهرک در نروژ است که در استان روگالاند واقع شده‌است. برینا ۵٫۱۳ کیلومتر مربع مساحت و ۱۱٬۵۶۹ نفر جمعیت دارد و ۳۰ متر بالاتر از سطح دریا واقع شده‌است.